# 1936年中国
| 中国历史 / 中国历史年表                                                                                                   |
| 世紀： 19世纪中国 / 20世纪中国 / 21世纪中国                                                                               |
| 年代： 1900年代中国 / 1910年代中国 / 1920年代中国 / 1930年代中国 / 1940年代中国 / 1950年代中国大陆 / 1960年代中国大陆     |
| 年份： 1932年中国 / 1933年中国 / 1934年中国 / 1935年中国 / 1936年中国 / 1937年中国 / 1938年中国 / 1939年中国 / 1940年中国 |
| 纪年： 丙子年（鼠年）、中华民国25年                                                                                       |

## 大事記
- 新疆省督辦盛世才為取得蘇聯援助，提出「反帝、親蘇、民平（民族平等）、清廉、和平、建設」六大政策，標榜以馬克思列寧主義為依據，「發展新經濟，創造新政治，發展新文化」，並懸掛自制之六星旗[1]:5324。
- 全國共有鐵路總長1.9028萬公里[1]:5325。

### 1月
- 蔣介石再度向一群大學師生辯護其外交政策，稱雖然他「不懼日」，中國仍不夠強大到足以和日本一戰；其立場不能讓中國人民滿意，但是中國若按照進度在未來四年繼續整軍經武，必可在對日抗戰時重大發揮；此外，西方民主國家仍未把中國與歐美命運視同一體，完全無意提供實質援助[2]:134。
- 1月1日——國民政府授予蔣介石、何應欽、朱培德、唐生智、閻錫山、李宗仁、馮玉祥、陳濟棠一等雲麾勳章，熊式輝、何鍵一等寶鼎勳章，1月7日授予張學良一等雲麾勳章[1]:5045。
- 1月4日——西北剿匪總司令部副司令張學良與楊虎城自西安飛抵綏德同高桂滋、毛侃會商防止陝北紅軍北攻榆林、綏德[1]:5048。
- 1月5日——胡漢民離開歐洲返回中國；夜10時許，北平日兵30餘名演習回城，朝陽門中國守軍因開城門稍遲，駐守警士張玉亭及保安二隊班長張巨挺等均被擊傷，1月6日晨北平衛戍司令部與日駐軍派員調查，日方反誣「中國兵對日本軍射擊」，1月17日宋哲元向關東軍駐瀋陽特務機關長土肥原賢二、天津日駐屯軍司令多田駿等賠償、道欺，了結「朝陽門事件」[1]:5048-5049。
- 1月7日——魏道明攜蔣介石親筆函由上海赴新加坡迎接中國國民黨中央常務委員會主席胡漢民返回中國[1]:5050。
- 1月8日——國民政府任命楊永泰兼湖北省保安司令，商震兼河南省保安司令；准免蒙古地方自治政務委員會委員會委員長雲端旺楚克職，遺缺以索諾木喇布坦繼任； 任任巴寶多爾濟為烏蘭察布盟盟長兼保安長官，原任雲端旺楚克准予免職[1]:5050-5051。
- 1月9日——中國國民黨中常委選任雲端旺楚克為國民政府委員[1]:5051。
- 1月11日——國民政府任命程潛為陸軍上將，敍第二級，特任張作相為軍事參議院參議[1]:5053。
- 1月12日——日本增設駐綏遠特務機關，以羽山喜郎為特務機關長[1]:5054。
- 1月14日——國民政府派陸軍中將劉興為陸軍第二十七軍軍長；行政院決議任命衛立煌為豫鄂皖邊區清剿總司令，張發奎為閩浙贛邊區清剿總指揮；冀察綏靖公署在天津成立，主任宋哲元，參謀長富占魁，總參議石敬亭，秘書長王式久；國民政府明令特赦為父報仇殺孫傳芳被處徒刑七年之施劍翹[1]:5055-5056。
- 1月15日——蔣介石為遏制「一二九」學生愛國運動，在南京召集各地中等以上學校師生代表360人開談話會，北平各大學生學生會拒絕推代表參加，會上由胡適、張伯苓及北平市中學代表等發言，要求懲辦漢奸、公開外交、反對任意修改教科書等[1]:5056。
- 1月17日——王寵惠辭去海牙國際常設法庭法官職[1]:5058。
- 1月18日——北平市長秦德純致電行政院長蔣介石、軍政部長何應欽稱：「平津學生聯合會近來秘密進行甚力……顯係共產黨從中主持……究竟如何制止……伏乞電示方略。」[1]:5058-5059
- 1月19日——中國國民黨中常會主席胡漢民自法國返抵香港，蔣介石派司法院長居正及中央黨部秘書長兼立法院副院長葉楚傖、中央委員陳策抵港迎接[1]:5059。
- 1月22日——蔣介石同蘇聯駐華大使鮑格莫洛夫會談，要求蘇聯充當國共關係之調停人，勸說中共放棄武裝，服從南京政府，大使表示蘇聯支持中國抗日戰爭[1]:5061。
- 1月26日——胡漢民昨天由香港乘艦抵達廣州，是日與陳濟棠、鄒魯、蕭佛成、李宗仁、林雲陔等會商時局；張學良飛抵南京，次日見蔣介石、馮玉祥報告陝西軍情[1]:5063-5064。
- 1月27日——中日新派大使人選，經雙方同意，中派許世英，日派有田八郎；上海《晨報》停刊[1]:5064-5065。
- 1月31日——中共中央軍委在陝西延長開會研究東征戰略方針，會議決定東征進軍路線，部署兵力，正式組成「中國人民紅軍抗日先鋒軍」，彭德懷任總司令，毛澤東任總政委[1]:5067。

### 2月
- 2月13日——國民政府特派閻錫山為綏遠省境內蒙古各盟地方自治指導長官[1]:5079。
- 2月14日——胡漢民在廣州招待各界，發表談話，指責南京國民政府[1]:5080。
- 2月15日——國民政府令平津衛戍司令部着即裁撤，津沽司令部着即裁撤，任命劉家鸞為天津保安司令[1]:5081。
- 2月17日——國民政府任命彭濟群為華北水利委員會委員長，任命陸軍少將朱懷冰為陸軍第九十四師師長[1]:5082。
- 2月18日——國民政府任命陸軍少將李鐵軍為陸軍第九十五師師長五，原任唐俊德另有任用免職[1]:5082。
- 2月20日——東北抗日聯軍發表《統一軍隊建制宣言》，廢除抗日軍之不同名稱，一律改稱為東北抗日聯軍，並號召海內外同胞團結一致，抗日救國[1]:5084。
- 2月22日——綏境蒙政會在歸綏正式成立，委員長沙克都爾札克及各委員宣誓就職[1]:5087。
- 2月23日——蔣介石下令調陽、徐州、浦口等地重兵10幾個師約20餘萬人，迅速開入山西，堵截紅軍東征抗日去路，又下令東北軍、第十七路軍及陝、甘部隊進紅軍後方根據地，以牽制紅軍東征行動[1]:5088。
- 2月25日——國民政府任陳慶雲為中央航空學校校長，原任周至柔另有任用，應免本職[1]:5089。
- 2月28日——國民政府特派孔祥熙為整理內外債務委員委員長，葉楚傖、宋子文、張群、顧孟餘等為委員[1]:5092。

### 3月
- 3月3日——張學良由南京飛返要西安，次日即飛洛川與李克農第二次會談，就聯合抗日問題交換意見，主張抗日必須「聯蔣」，並要求中共派全權代表作進一步會談，3月7日李克農離開洛川[1]:5095。
- 3月9日——國民政府任命陸軍少將章亮基為陸軍第十六師師長[1]:5098。
- 3月18日——國民政府任命韓復榘兼山東省保安司令[1]:5103。
- 3月24日——胡漢民與魏道明在廣東省從化商國是，並電約陳濟棠、李宗仁、蕭佛成、鄒魯赴從化敍談[1]:5106。

### 4月
- 4月21日——蔣介石電派龍雲為滇黔剿匪總司令：國民政府任命陸軍少將王萬齡為陸軍第四師師長，陸軍少將趙錫光為陸軍第九十六師師長，陳又新為陸軍第五十一師師長[1]:5125。
- 4月25日——國民政府派陸軍中將胡宗南為陸軍第一軍軍長，任命馬步芳為青海省保安處處長，任命陸軍少將陳寶安為陸軍第七十九師師長[1]:5127-5128。

### 5月
- 蔣介石命令陸軍整理處長陳誠擬定同日本作戰之全面計劃，負責編制60個國防師，準備對日作戰[1]:5149。
- 周恩來在蔣介石擔保其人身安全無虞下，偕同共產國際代表潘漢年，在上海和陳立夫、張群密會，繼續交涉抗日統一戰線事宜[2]:140。
- 5月3日——晉陝軍奉令對東征紅軍全線總攻[1]:5132。
- 5月4日——蔣介石視察湖北、四川、雲南、貴州、湖南、江西6省結束，是日到安慶，5月5日抵蕪湖換汽車返回南京[1]:5132。
- 5月11日——重慶設市，將巴縣、江北縣轄境各劃分一部辟為市區[1]:5135-5136。
- 5月12日——中國國民黨中常會主席胡漢民突患腦溢血，於下午7時40分在廣州逝世，留有遺囑謂：「歸國以來，外力日見伸張，抵抗仍無實際。」[1]:5136
- 5月30日——白崇禧先返南寧準備發動反蔣，李宗仁留廣州，與陳濟棠等主持西南大計[1]:5147。

### 6月
- 6月1日——「兩廣事變」爆發[1]:5150。
- 6月2日——陳濟棠、李宗仁等，藉口抗日為名，率部北上[3]:93。
- 6月3日——蔣介石通電發起設立國民經濟建設運動委員會，蔣自任會長，南京設總會[1]:5152。
- 6月5日——陳濟棠、李宗仁等侵陷湖南永州[3]:93。
- 6月6日——國民政府令派徐永昌為山西清鄉督辦[1]:5155。
- 6月9日——陳濟棠、李宗仁等下動員令，同日逼近衡州[3]:93。
- 6月15日——國民政府任命吳國楨為漢口市市長[1]:5163。
- 6月17日——國民政府明令國葬國民政府前常務委員、立法院院長胡漢民[1]:5165。
- 6月22日——兩廣設「獨立軍事委員會」，陳濟棠任「委員長」兼「抗日救國軍總司令」，李宗仁副之[3]:93。
- 6月23日——陳濟棠就國民革命抗日救國軍第一集團軍總司令職[1]:5169。
- 6月26日——國民政府任命劉汝明為察哈爾省政府主席，任命原任張自忠為天津市市長[1]:5170。
- 6月29日——李宗仁、白崇禧分別在廣州、南寧就任抗日救國軍第四集團軍總、副司令職[1]:5172。

### 7月
- 是月下旬，蔣介石派陳誠到廣州籌設委員長行營，又調大軍40多萬圍困廣西[1]:5201。
- 7月2日——粵空軍投中央，7月6日粵空軍人員通電反對兩廣發動內戰：當胡漢民先生逝世之後，李宗仁曾秘密赴沙面與日人密商六天，又派陳中孚、潘宜之赴日，要求日軍進占華北，擾亂閩南，牽制中央[1]:5176。
- 7月4日——蔣介石發起之國民經濟建設運動委員會總會在南京成立；粵空軍飛機48架飛離廣東境效投中央，7月6日通電表示「服從中央，報效黨國」[1]:5177-5178。
- 7月6日——天津駐屯日軍司令田代等應宋哲元、秦德純宴請，共商簽訂冀察政治、經濟協定，在「中日互利、不損主權」之下，開發華北礦藏、棉業、公路等；粵軍第二軍副軍長廣東東區綏靖委員李漢魂在汕頭通電辭東區綏靖委員職，7月7日抵達香港[1]:5178-5179。
- 7月7日——新任日駐華大使川樾茂在南京晤見蔣介石，交換中日關係意見[1]:5179。
- 7月8日——粵軍第一軍軍長余漢謀秘密由大廋去南京見蔣介石，表示願受蔣命收拾粵局，李漢魂於7月12日亦電蔣授權余漢謀辦理粵善後[1]:5180。
- 7月9日——余漢謀在南京電促廣東各將領「服從中樞」，「團結禦侮」，其所屬第一軍副軍長李振球以下師、旅長20餘人亦於同日聯合發出通電，反對內戰，力諫陳濟棠停止軍事行動；晚上，陳濟棠與西南各領袖在廣州開緊急會議，決定派巫劍雄兼第二軍副軍長7月10日銜命赴大廋[1]:5181。
- 7月10日——白崇禧派黃旭初、劉斐由南寧到廣州，與陳濟棠商議，決定在軍事上組第一、第四集團軍聯軍總司令部，並請粵軍改取內線作戰部署；陳濟棠調第十三師赴韶關，防余漢謀回師，並派機轟炸吉安附近，威脅余漢謀軍，又調重兵駐東江北，準備開往江西、福建，桂軍向貴州推進[1]:5182。
- 7月12日——陳濟棠在廣州訪李宗仁及白崇禧之代表黃旭初，共商時局[1]:5184。
- 7月13日——軍事委員會命令：廣州綏靖公署主任陳濟棠免去本兼各職，派余漢謀為廣東綏靖公署主任，派余漢謀為第四路軍總司令兼第四路軍第一軍軍長、李振球為副軍長；陳濟棠接中央撤職電後，邀李宗仁、李敬揚會商對策，並令第二軍第四師向南雄推進；余漢謀自南京飛回大廋，7月14昌通電就廣東綏靖公署主任、第四路軍總司令職，回師韶關﹐並通電限陳濟棠24小時內離開廣東[1]:5185。
- 7月14日——國民政府特派蔣介石為國防會議議長，汪精衛為副議長[1]:5186。
- 7月15日——陳濟棠、李宗仁在廣州召開會議，議決：一、以西南政務委員會、執行部名義否認二中全會各議決案，通電拒絕中央撤銷兩機關令，宣布將在廣州召開中央執監委員特別會議；二、組織抗日救國軍一、四集團軍聯軍，陳濟棠、李宗仁分任總、副司令[1]:5187。
- 7月16日——陳濟棠、李宗仁就「中華民國國民革命抗日救國軍第一、第四集團軍聯軍」正、副總司令職，並召開軍事會議，討論設置聯軍總司令部之部署及兩廣軍事策略[1]:5188。
- 7月17日——午，陳濟棠召開緊急軍事會議，提議離開廣東，實現和平，並電中央請停止派軍南下，13時又派陳漢光先飛南雄見余漢謀，後北飛見蔣介石，提出和平條件：請中央派員來粵主持軍務，給陳濟棠名義出國；余漢謀電陳濟棠，由7月18日午起，24小時內離開廣東，蔣介石也致電促陳引退下野，從速入南京[1]:5190。
- 7月18日——陳濟棠在廣州宣布下野，17時15分陳乘英艦「蛾號」離開廣州去香港；李宗仁聞陳濟棠下野，急調桂軍兩師入廣州，李以桂軍被阻，遂於16時45分乘西南民航機返南寧；蔣介石偕宋美齡、錢大鈞等20餘人由南京飛南昌轉赴廬山避暑，並與湖北省政府主席楊永泰長談，楊向蔣建議趁此千載一時之機會徹底解決廣西李、白[1]:5191-5192。
- 7月19日——李宗仁、白崇禧、黃旭初等在南寧開會，決定服從中央命令，李就廣西綏靖公署主任，白就副主任，黃就廣西省政府主席，李、白、黃三人聯名通電維持和平，擁護中央，7月20日黃乘民航飛長沙轉赴廬山謁蔣表明李、白態度；留廣東日空軍人員60餘人分批化裝入廣西[1]:5192。
- 7月20日——蔣介石電令白崇禧出洋考察，李宗仁調往南京軍委會任職，李白覆電指責中央「墨沈未乾，自毁信譽」，表示「殊難遵令」[1]:5193。
- 7月24日——李宗仁、白崇禧聯電國民政府、行政院、軍事委員會，定於8月1日廣西省綏靖公署正、副主任，請派員監誓[1]:5196。
- 7月25日——國民政府令免廣西綏靖公署主任李宗仁、副主任白崇禧職，特派李宗仁為軍事委員會常務委員，任白崇禧為浙江省政委員兼主席，特派黃紹竑為廣西綏靖公署主任、李品仙為副主任，負表處理桂局善後；夜，李宗仁、白崇禧在南寧召集軍政首腦開緊急會議，決定拒絕中央對李、白之罷免令，並決議組織軍政府；陳誠抵達廣州訪余漢謀，代蔣介石指示收拾粵局機宜，7月26日余訪陳誠商談粵局[1]:5197。
- 7月26日——黃紹竑抵達廬山見蔣介石，辭廣西省綏靖公署主任職[1]:5197。
- 7月27日——錢大鈞飛廬山見蔣介石報告粵局；中共中央批准成立中共中央西北局，張國燾為書記，任弼時為副書記，朱德等為委員[1]:5198。
- 7月28日——李宗仁、白崇禧決定備戰[1]:5199。
- 7月29日——李宗仁、白崇禧在南寧召開緊急軍事會議，決議拒絕新任命，擴大組織成立軍政府，請李濟深到南寧主持工作，擴編部隊為四軍[1]:5199。
- 7月30日——李宗仁、白崇禧、李濟深、黃旭初、劉蘆隱、林翼中等開黨政軍聯席會議，決定8月5日組織軍政府，內定李宗仁為主席，李濟深為副主席，白崇禧為全軍總指揮，蔣光鼐、蔡廷鍇、劉蘆隱、林翼中等任政府委員，7月31日桂軍參謀長張任民不滿李、白行動，辭職去香港；國民政府令陸軍第三十三軍軍長徐永昌、陸軍第三十四軍軍長楊愛源另有任用，均應免本職；派陸軍中將王靖國為陸軍第十九軍軍長、陸軍中將孫楚為陸軍第三十三軍軍長、陸軍中將楊效歐為陸軍第三十四軍軍長；國民政府任命曾養甫為廣州市市長[1]:5200。

### 8月
- 8月1日——李宗仁、白宗禧在南寧舉行抗戰宣誓典禮，決心抗擊中央軍，8月6日李白將全省民團編為省防軍，由14個團擴編為44個團[1]:5202。
- 8月2日——國民政府任命顧祝同為貴州省政府委員兼主席，原任吳忠信辭職；國民政府撤銷滇黔剿匪總司令部，特派龍雲為滇黔綏靖公署主任、薛岳為副主任[1]:5203。
- 8月3日——李宗仁、白崇禧在南寧開軍事會議，決定放棄梧州，以平南為第一防線，並分別任廖磊、李品仙、夏威、白崇禧為第一、二、三、四路軍指揮[1]:5204。
- 8月4日——桂機11架飛長沙，投降中央[1]:5204。
- 8月7日——綏東形勢緊張，日人控制之王英等「邊防自治軍」2萬餘人進攻陶林、興和；日本內閣召開五相會議，通過《基本國策綱要》，規定日本之根本國策，「在於外交和國防的互相配合，一方面確保帝國在東亞大陸的地位，另一方面向南方海洋發展」；李宗仁、白崇禧電請蔣介石派黃紹竑入廣西談判，蔣介石電覆決攜黃紹竑赴廣東[1]:5207。
- 8月8日——國民政府任命林雲陔為審計部部長，吳忠信為蒙藏委員會委員會委員長[1]:5208。
- 8月9日——商都王英部數千人，編成若干縱隊向西南移動，並有日軍約千人開入商都，運來大批槍械、糧秣，晉軍李服膺第六十八師一部到達興和、豐鎮防禦[1]:5208。
- 8月10日——徐青甫代理浙江省政府主席；日軍兩聯隊由熱河開抵張北，並在多倫等地增兵，商都日機場停有轟炸機9架、偵察機5架、坦克7輛[1]:5209。
- 8月11日——蔣介石偕宋美齡、陳布雷等由九江飛抵廣州，召集長官會議，研究和平解決桂局辦法，蔣電邀李宗仁、白崇禧到廣東會談，李、白以疾為辭，派李品仙為代表見蔣[1]:5209。
- 8月12日——國民政府特派顧祝同兼貴州全省保安司令，原兼司令吳忠信免兼職[1]:5211。
- 8月14日——蔣介石電召黃紹竑，指示解決桂局辦法[1]:5212。
- 8月17日——李宗仁、白崇禧在南寧開緊急會議，決定：召集非常會議，以李宗仁、白崇禧、李濟深主席兼組織部長、劉蘆隱兼宣傳部長、陳銘樞兼國際特派員及僑務部長、黃旭初等為委員；設立「中華民國人民抗日救國軍政府」，李宗仁為主席，白崇禧、蔡廷鍇為副主席；組織軍部，李宗仁任總司令，蔡廷鍇、白崇禧分任第一、第二路軍前敵總指揮[1]:5214-5215。
- 8月21日——宋哲元委馮治安代理第二十九軍軍長[1]:5217。
- 8月26日——國民政府特派盛世才為國防會議會員[1]:5221。

### 9月
- 9月1日——李宗仁、白崇禧電余漢謀表示和平誠意，請居正等赴南寧和談，並令粵桂軍撤退[1]:5225。軍政部航空學校正式更名為中央航空學校，蔣介石親自兼任校長[4]。
- 9月6日——國民政府令：軍事委員會常務委員李宗仁免職，特派李為廣西綏靖公署主任；浙江省政府委員兼主席白崇禧免本兼各職，特任白為軍事委員會委員，並指派為常務委員；廣西綏靖公署主任黃紹竑免職，任命黃為浙江省政府委員兼主席[1]:5229。
- 9月9日——李宗仁、白崇禧電居正、程潛等，表示接受新命，蔣介石決定派陳誠赴西整理軍事，桂軍改為第五路軍，下設五個師[1]:5231。
- 9月12日——國民政府令陸軍中將余漢謀加陸軍上將銜，任命張發奎為陸軍中將加陸軍上將銜[1]:5233。
- 9月13日——蔣介石委陳誠兼第三路軍總指揮，羅卓英擢升第三路軍參謀長，李宗仁為第五路軍總司令，何鍵為第一路軍總司令，衛立煌為第二路軍總司令[1]:5233。
- 9月14日——李宗仁、白宗禧發出和平通電[1]:5234。
- 9月21日——李宗仁在南寧電居正，謂桂軍各將領對蔣介石意旨均表示竭誠擁護，桂局將遵中央頒布組織條例改組[1]:5242。
- 9月22日——周恩來致函蔣介石，重申「共產黨今日所求者，唯在停止內戰，建立抗日統一戰線與真正發動抗日戰爭」[1]:5243。
- 9月26日——國民政府特派何應欽為軍事委員會委員長廣州行營主任[1]:5245。
- 9月27日——蔣介石在廣州召廣東省政府主席、各廳長等訓話，提出今後改進政治根本要點四端：一曰勤考察以求得人，二曰求迅確以謀振刷，三曰任勞怨以期改革，四曰當合作以策成功[1]:5246。

### 10月
- 10月1日——蔣介石在兩廣問題解決後，即抽調胡宗南、關麟徵等師星夜開赴甘肅增援；軍事委員會委員長廣州行營在黃埔成立，行營主任何應欽未到前，由代理行營參謀長林蔚主持一切；廣西綏靖公署和第四集團軍總部由南寧遷桂林，廣西省政府改組成立，省會亦遷桂林[1]:5248。
- 10月3日——白崇禧奉蔣介石電，暫留廣西襄助軍事[1]:5250。
- 10月18日——冀察政務委員會任命石友三為冀北邊區保安司令[1]:5259。
- 10月22日——紅軍勝利完成長征：蔣介石偕錢大鈞等10餘人飛抵西安布置反共軍事[1]:5260-5261。
- 10月29日——蔣介石由西安抵洛陽「避壽」，部署對西北紅軍軍事[1]:5264。

### 11月
- 11月1日——國民政府明令撤銷駐鄂綏靖公署，特派何成濬為武漢行營主任，陳誠為副主任[1]:5265。
- 11月2日——段祺瑞逝世，於10月6日預立遺囑，謂：「余年已七十有餘，一朝怛化，揆諸生寄死歸之理，一切無所縈懷。惟我瞻四方，蹙國萬裡，民窮財盡，實所痛心。生平不喜多言，往日曲突徒薪之謀，國人或不盡省記。今則本識途之驗，為將死之鳴，愿我國人靜聽而力行焉！則餘生雖死猶生，九原瞑目矣。國雖微弱，必有復興之望，復興之道亦至簡，慎勿因我見而輕啟政爭，勿尚空談而不顧實踐，勿興不急之務而浪用民財，勿信過激之說而自搖邦本，講外交者勿忘鞏固國防，司教育者勿忘保存國粹，治家者勿棄固有之禮教，求學者勿騖時尚之紛華。本此八勿，以應萬有，所謂自力更生者在此，轉弱為強者亦在此矣。」[1]:5267。
- 11月14日——綏遠抗戰揭幕[1]:5276。
- 11月19日——國民政府令：四川善後督辦公署及四川剿匪總司令部均著撤銷，特派劉湘為川康綏靖公署主任[1]:5279。
- 11月20日——傅作義在綏遠新城召開軍事會議，決定收復百靈廟，以孫長勝為前敵總指揮，孫蘭峰為副總指揮[1]:5280。
- 11月23日——清晨，全國各界救國聯合會領袖沈鈞儒、章乃器、李公樸、鄒韜奮、王造時、史良、沙千里七人以所謂「鼓動工潮」、「反動嫌疑」等罪名，被上海市公安局逮捕，此即「七君子事件」；傅作義部派騎兵繞襲百靈廟，激戰10小時，次晨9時占領百靈廟[1]:5283。
- 11月28日——蔣介石派陳誠到綏遠安撫傅作義，並指示傅作義和湯恩伯、門炳岳準備「剿共」[1]:5287。

### 12月
- 軍閥張學良發動「西安事變」囚禁蔣介石總司令，給中國共產黨帶來良機；蒋為使自己獲釋，被迫同意開始第二次國共合作，共同抗日；鄧小平在延安作為第一軍團宣傳部長領導文工團，並通過演講教育軍政幹部[5]:29-30。最後，中共派周恩来赴西安同中國國民黨協商解決問題，在宋子文、宋美齡斡旋下，蔣放棄「攘外必先安內」的基本國策而獲釋，國共兩黨表面上聯合抗日，成爲日後影響中國抗日戰爭與國共內戰關鍵因素之一[6]。
- 12月1日——國民政府特派何成濬為軍事委員會武漢行營主任，陳誠為副主任，任命郭懺為武漢警備司令，撤銷駐鄂綏靖公署主任：國民政府任命陸軍中將黃顯聲為陸軍第一一九師師長[1]:5289-5291。
- 12月2日——國民政府任命朱家驊為浙江省政府主席，原任黃紹竑另有任用，應免本兼各職，任命黃紹竑為湖北省政府主席；朱德、張國燾率紅軍總部到達陝北保安，與中共中央會合[1]:5291-5292。
- 12月3日——張學良乘軍用機飛洛陽見蔣介石，請求率東北軍赴綏遠前線抗日，蔣堅決主張「剿共」，仍令即日回陝，張央求釋放救國會負責人，蔣亦拒不採納[1]:5292。張學良至洛陽，告以所部不穩，請蔣介石親蒞西安加以安撫[3]:107。
- 12月4日——蔣介石由張學良等陪同，自洛陽抵西安，設行轅於臨潼華清池，陳誠、衛立𤇢、蔣鼎文、陳繼承、朱紹良等亦先後到達[1]:5293。蔣介石偕張學良自洛陽飛西安，下機時遭東北軍官數百人包圍，要求停止剿匪，一致抗日[3]:107。中央軍紛開潼關，最新式戰鬥機分批在西安機場降落[1]:5293。
- 12月6日——是日起蔣介石在華清池排次召見張學良、楊虎城及東北軍、西北軍師長以上軍官談話，要求聽從命令，繼續「剿共」，並對張、楊提出：服從「剿共」令，將東北軍和第十七路軍全部開往陝北前線「進剿」紅軍，中央大軍軍在後接應督戰，如張、楊不願在陝、甘「剿共」，則將陝、甘兩省讓出，東北軍調往福建，第十七路軍調往安徽[1]:5293。
- 12月7日——張學良到華清池見蔣介石「哭諫」，痛陳東北失陷，華北局勢嚴重，要求改變「攘外必先安內」政策，聯合共產黨，團結抗日，被蔣拒絕，晚上張、楊密議捉蔣，實行「兵諫」；中共中央革命軍事委員會擴大組織，毛澤東為主席，周恩來、張國燾為副主席，朱德為中國紅軍總司令，張國燾為副司令[1]:5295-5296。
- 12月8日——國民政府特派劉湘為第六路軍總指揮；中央古物保管委員會南京朝天宮文物保存庫竣工，存滬古物共2.4萬餘箱，分5批運南京，12月31日故宮博物院駐滬辦事處撤銷[1]:5297。
- 12月9日——西北各界抗日救國會發表《一二九宣言》，並組織1.5萬餘名學生和市民游行請願，要求張學良、楊虎城停止內戰，一致抗日，憲兵二團及武裝警察開槍擊傷1名小學生，群情激憤，學生決定徒步到臨潼華清池向蔣介石請願，蔣令張學良武力阻止，「格殺勿論」，張驅車至滻橋，答應一星期內以事實答覆學生抗日救國之要求，將學生勸回[1]:5297。蔣介石宣布任蔣鼎文為西北剿匪總司令部前敵總司令，衛立煌為陝甘綏寧邊區總指揮，陳誠以軍政部次長身份駐前方指揮「督剿」，樊崧甫、萬耀煌分別為總預備隊司令、副司令，準備全面進攻紅軍[1]:5298。
- 12月10日——蔣介石嚴令「在三個月內對紅軍進行掃蕩，十二日開始總攻擊」[1]:5293。蔣介石西安向東北軍、西北軍將士訓話稱：「我們最近的敵人是共產黨，日本離失門很遠，如果遠近不分，便是前後倒置，便不是革命。」；蔣又召集全體謀人員會議，決定如張、兩部不服從命令，即解除其武裝[1]:5298。
- 12月11日——下午張學良、楊虎城商定捉蔣軍事部署，東北軍負責到臨潼捉蔣，第十七路軍逮捕在西安城內之督剿大員，拉城防，完成後對臨潼山以南警弁，張仍到華清池對蔣再次苦諫無效，並獲悉蔣將要解除張、楊武裝和按預定名單逮捕共產黨之同情者之消息，遂決心按原計劃實行兵諫蔣、逼蔣抗日[1]:5299。
- 12月12日——張學良、楊虎城發動西安事變[1]:5300。下午3時50分，西安事變消息傳至南京，當夜中國國民黨中央常務委員會及中央政治委員會舉行緊急會議，決議由孔祥熙代理行政院長，何應欽負指調動指揮軍事之責，張學良褫奪本兼各職，交軍事委員會嚴辦，所屬軍隊歸軍事委員會直接指揮[3]:108。張學良致電宋美齡，保證蔣介石生命安全[1]:5301。张學良、杨虎城趁蔣介石親自到西安指挥剿共之机，对蔣“兵谏”，震惊中外[7]。斯大林聞訊後下令限十日內釋放蔣介石，毛澤東對於蘇聯不殺蔣介石的命令感到憤怒[8][9]:238。
- 12月13日——宋美齡、孔熙和蔣介石之顧問端納由上海飛抵南京，宋子文、宋美齡等反對何應欽「討伐」張、楊，炸平西安主張[1]:5302。國民政府空軍開始轟隴海鐵路渭南、華縣沿線[3]:108。張學良部隊由渭南向臨潼集中，洛川、慶陽均放棄，中國工農紅軍即由陝北南下，配合張部抗擊中央軍[1]:5303。
- 12月14日——曾任張學良顧問、澳洲人端納作為蔣顧問飛抵西安[3]:109。下午，端納由洛陽飛抵西安晤張學良，㩦有宋美齡致張學良和蔣介石的信，致蔣信中有「南京戲中有戲」一語，晚上張偕端納探視蔣[1]:5304。西安宣佈成立「聯合抗日救國軍」[3]:108。張學良、楊虎城宣佈撤銷「西北剿匪總司令部」，成立「抗日聯軍臨時西北軍事委員會」，由張、楊分任正、副主任，董英斌為參謀長[1]:5305。
- 12月15日——端納飛洛陽，電宋美齡告蔣平安並張、楊主張，稱張學良希望孔祥熙與宋美齡到西安談判；中央軍由洛陽陸續開進潼關，一部進至華縣以東地區，空軍在渭南、華縣等地轟炸，一架飛西安上空偵察[1]:5306。全國200餘家報社和通訊社就西安事變發表《全國新聞界對時局共同宣言》，要求張、楊即日恢復蔣介石自由，安全護送其出境[1]:5307。
- 12月16日——國民政府正式明令討伐張學良，特派何應欽為討逆軍總司令[3]:108。紅軍進駐延安城[1]:5309。是夜張學良偕蔣百里見蔣介石，經蔣百里再三勸說，蔣介石答應手令欽對西安停戰三日[1]:5311。
- 12月17日——任命劉峙、顧祝同為東西兩路集團軍總司令，督師西進，合圍西安[3]:108。張學良偕蔣鼎文再見蔣介石，蔣介石當即寫給何應欽手令曰：「敬之吾兄：聞昨日空軍在渭南轟炸，望即令停止，以近情觀察，中于本星期六日（十九日）前可以回京，故星期六日以前，萬不可衝突，並即停止轟為要！」[1]:5311
- 12月18日——蔣鼎文㩦蔣介石停戰手令飛抵南京，向何應欽面交[1]:5311。
- 12月19日——行政院代院長孔祥熙召開會議，何應欽、孫科、居正、宋子文、宋美齡、葉楚傖、王寵惠等出席，經過激烈辯論，決定：「一、准宋委員子文以私人資格即日飛赴西安，營救蔣公：二、准許至十二月二十二日（養日）暫行停止轟炸；但張、楊在此期間不得向南移動。」；南京討逆軍總司令部急電前方，12月20日仍照常進攻，並令飛機繼續轟炸；中共中央電示潘漢年立即與南京國民政府接洽和平解決西安事變之可能及最低限度條件，12月21日中共中央又指示潘漢年與陳立夫談判[1]:5312-5313。
- 12月20日——宋子文應張學良電邀與端納同機自洛陽飛抵西安，12月21日宋子文與端納飛回南京，報告與張、楊、周晤談情況[1]:5313。
- 12月21日——國民政府派陸軍中將鄧錫侯為第六路軍副總指揮[1]:5315。
- 12月22日——宋子文偕宋美齡、端納、蔣鼎文、戴笠飛抵西安與張、楊談判，蔣介石授意宋子文、宋美齡負責談判改組政府，3個月後開救國會議，改組中國國民黨，改組國民政府，同意聯俄容共等；張、楊與周恩來提出以八項主張為談判之基礎，簽應蔣提出兩個條件：一、他本人不出頭，由宋子文、宋美齡代表他談判；二、商定條件，他以「領袖的人格」作保證，不作任何書面簽字[1]:5315-5316。宋美齡同張學良商談，張說：兵諫只是要求委員長同意抗日，絕無沒有傷害化他的意思，並要宋轉告蔣介石，「我等實一無要求，不要錢，不要地盤，即簽署任何文件，亦非我等所希望」[1]:5316。
- 12月23日——宋子文代表蔣介石與張學良、楊虎城正式開始談判，周恩來作為中共全權代表參加，宋個人同意，承認轉達蔣；下午，宋子文與張學良、楊虎城、周恩來繼續談判，宋首先提出先組織過渡政府，3個月以後再改造成抗日政府，宋提議由蔣下令撤兵，蔣即回京[1]:5317。
- 12月24日——上午，宋子文、宋美齡代表蔣介石與張學良、楊虎城、周恩來談判，達成釋放蔣介石，和平解決西安事變之《西安協定》：一、孔、宋組行政院，肅清親日派；二、中央軍撤兵調離西北；三、蔣允許回後釋放愛國領袖；四、蘇維埃、紅軍仍舊，兩宋擔保停止「剿共」，並可經張手接濟，抗戰發動，紅軍改番號，統一指揮，聯合行動；五、開放政權，召集救國會議；六、分批釋放政治犯；七、抗戰發動，中共公開；八、聯俄，與英、美、法聯絡；九、蔣回後通電自責，辭行政院長職；晚上，周恩來會見蔣介石，向蔣說明中共抗日救國之政策以及西安方面之意圖，蔣表示：一、停止剿共，聯紅抗日，統一中國，受他指揮；二、由宋子文、宋美齡、張學良全權代表他與周解決一切；三、他回南京後，周可直接去談判[1]:5318-5319。
- 12月25日——下午2時半，張學良、楊虎城見蔣介石[1]:5319。張學良決心送蔣回南京，下午4時由張學良陪同蔣飛離西安[3]:109。下午5時半，蔣介石由張學良護送離開西安飛抵洛陽[1]:5319。下午，張、楊釋放蔣，張親自陪蔣飛洛陽，臨行張寫手令交楊，令東北軍由于學忠統帥，歸楊虎城指揮；全國民眾慶祝蔣介石離開西安飛抵洛陽，南京中央廣播電台將此消息向全國及海外播放，首都及各地報社發放「號外」[1]:5320。
- 12月26日——午，蔣介石由洛陽飛抵南京，國民政府主席林森暨各院、部、會等黨國要人到機場迎接，隨後張學良與宋子文陪同由洛陽飛南京，至此西安事變和平解決[1]:5321。張學良抵達南京，表示願受國法之制裁[3]:109。當晚蔣介石發表書面談話，聲稱：「余對西安事變之見解，已見余今日發表之在西安對張、楊二人之訓話中，現在一切均應聽中央之決定。余身為統帥，率導無方，至生此事變，深覺內疚。」[1]:5321宋子文、張學良由洛陽乘機於2時10分抵南京，張一下車即被送至宋子文私邸軟禁，蔣並派人示意張寫「請罪書」，張遂函蔣表示前往南京待罰，稱：「學良生性魯莾粗野，而造成此次違犯紀律不敬事件之大罪。茲靦顔隨節來京，是以至誠願領受鈞座之責罰，處以應得之罰。振綱、警將來，凡有利於吾國者，學良萬死不辭。」；蔣將此函交國民政府軍事委員會[1]:5321。
- 12月27日——中國國民黨中央黨部暨國民政府各機關在南京舉行慶祝蔣介石回京大會[1]:5321。
- 12月28日——蔣介石為西安事變具呈中國國民黨中央、國民政府，引咎自請處分，並請免去本兼各職，12月29日國民政府指令「應無庸議」，中國國民黨中常會決議慰留；孔祥熙通電卸除代理行政院長職[1]:5322。
- 12月29日——晚上，國民政府發布命令即日停止軍事行動，撤銷「討逆軍」總司令部及「討逆軍」東西兩路集團軍總司令部[1]:5322。
- 12月31日——國民政府令：行政院仍由蔣介石院長繼續執行職權，主持大計，又令終止軍事委員會由副委員長及常務委員負責案；下午，蔣介石具呈國民政府請予特赦，並請責令張學良「戴罪圖功，力自贖」；國民政府令李烈鈞為陸軍上將；軍事委員會派李烈鈞為審判長，朱培德、鹿鍾麟為審判官，組成高等軍事法庭會審張學良，10時開庭審判，以「首謀伙黨，對於上官為暴行脅迫」之罪名，判處張有期徒刑10年，褫奪公權5年，次年1月1日國民政府明令公布[1]:5323-5324。

## 逝世
- 5月12日——胡漢民，中國國民黨中常會主席，在廣州逝世[1]:5136。
- 10月19日——魯迅，文學家，因肺病轉心臟病麻痺症病逝於上海施高塔路大陸新村九號寓所[1]:5259。
- 10月25日——楊永泰，中國國民黨候補中央執行委員、湖北省政府主席，在漢口遇剌身亡[1]:5262。
- 11月2日——段祺瑞，前北京政府臨時執政，因胃潰瘍症轉劇在上海逝世[1]:5267。
- 12月4日——賽金花，在北平病故[1]:5294。
- 12月6日——黃郛，國民政府委員、前駐平政務整理委員會委員長、內政部長，在上海病逝[1]:5295。